# Oberea pupillata
Espèce
Synonymes
Oberea pupillata est une espèce de coléoptères d'Europe appartenant à la famille des Cerambycidae (capricornes). Il a été décrit par Leonard Gyllenhaal en 1817, à l'origine dans le genre Saperda.

## Distribution et habitat
Cette espèce est largement répandue en Europe. Elle est présente en Allemagne, Autriche, Biélorussie, Belgique, Bosnie-Herzégovine, Croatie, Espagne, Estonie, France, Grèce, Hongrie, Italie, Lettonie, Lituanie, Moldavie, Macédoine du Nord, Pologne, République tchèque (Bohême, Moravie), Roumanie, Russie, Slovaquie, Slovénie, Suisse et Ukraine,.
Ces coléoptères habitent principalement les environnements sub-montagneux et les lisières de forêt, mais peuvent également être trouvés dans les parcs où leur plante hôte est présente.

## Description

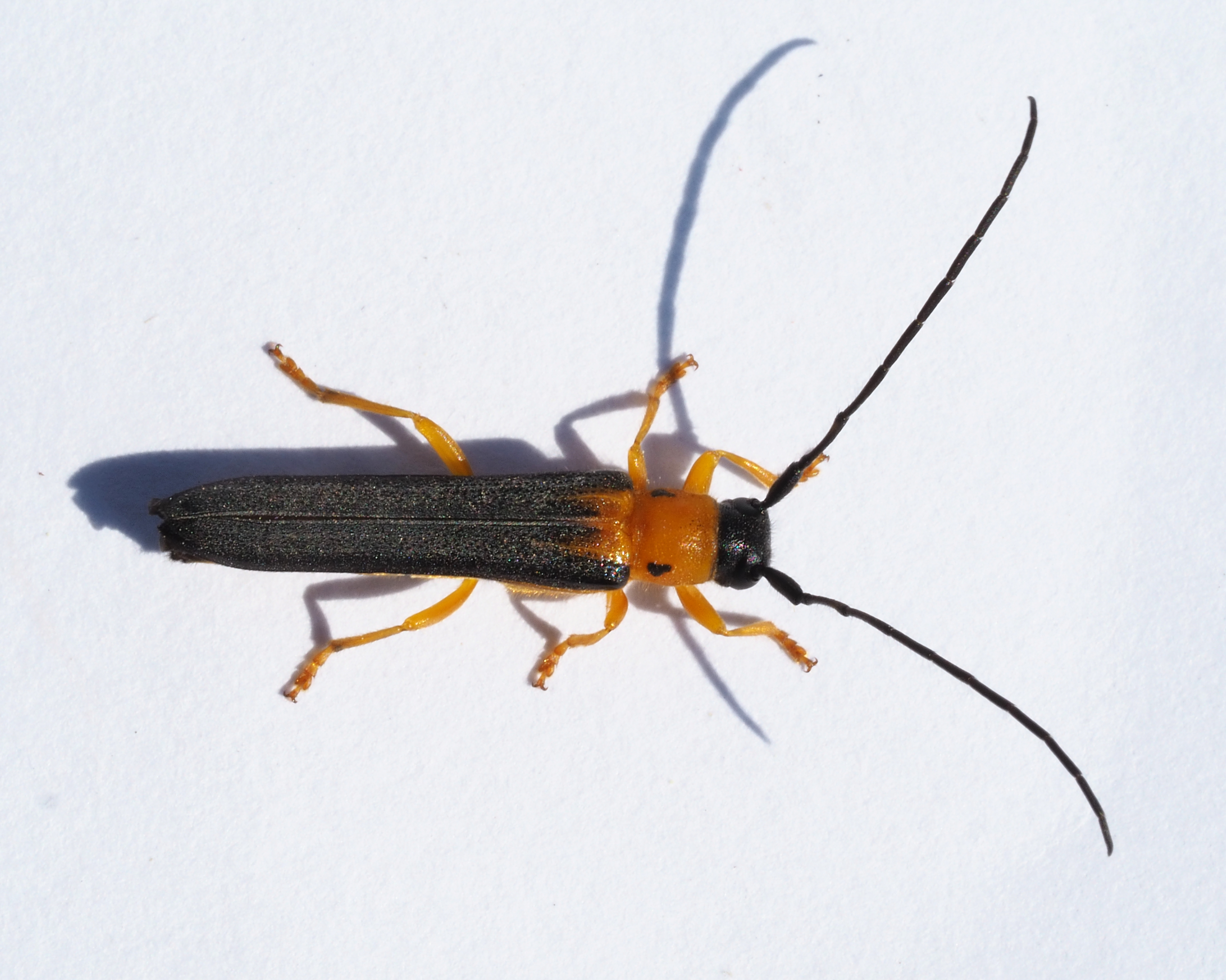
Exemplaire vivant.

Oberea pupillata mesure entre 12 et 18 mm de long. Son corps est long et élancé. Sa tête, son thorax et son  abdomen ont tous à peu près la même largeur et ses élytres ne sont pas effilés.
La tête et les antennes sont noires, les antennes plus courtes que le corps. Le pronotum est orange, avec deux taches noires allongées sur les côtés. Les élytres sont principalement noirâtres, jaunâtres à la base et plutôt poilus. Le corps est orange, avec des marques noires sur les côtés et sous l'abdomen. Le dernier segment abdominal présente une marque noire. Les pattes sont orange.
Cette espèce est assez semblable à Oberea oculata (Linnaeus, 1758).

## Biologie
Les adultes volent de mai à septembre. Leur cycle de vie dure de deux à trois ans. Habituellement, un seul œuf est pondu dans une branche de la plante hôte, après avoir pratiqué une incision dans l'écorce. Les larves sont xylophages. Ces foreurs de tige vivent et se nourrissent principalement dans des galeries longitudinales sur le chèvrefeuille étrusque (Lonicera etrusca),.